# Erekle II.

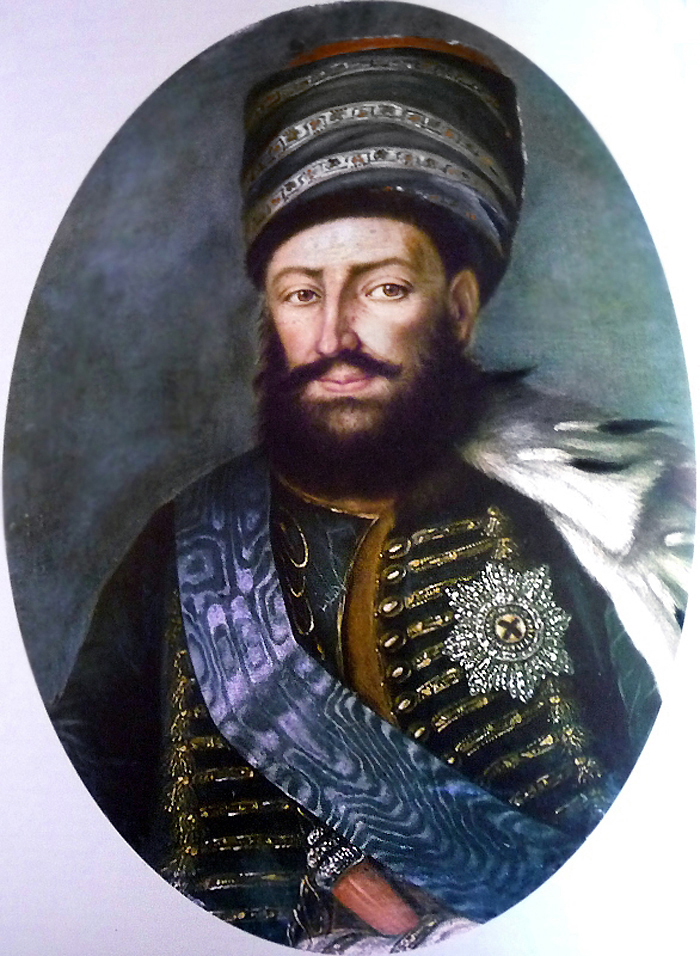
Erekle II., König von Kartlien-Kachetien

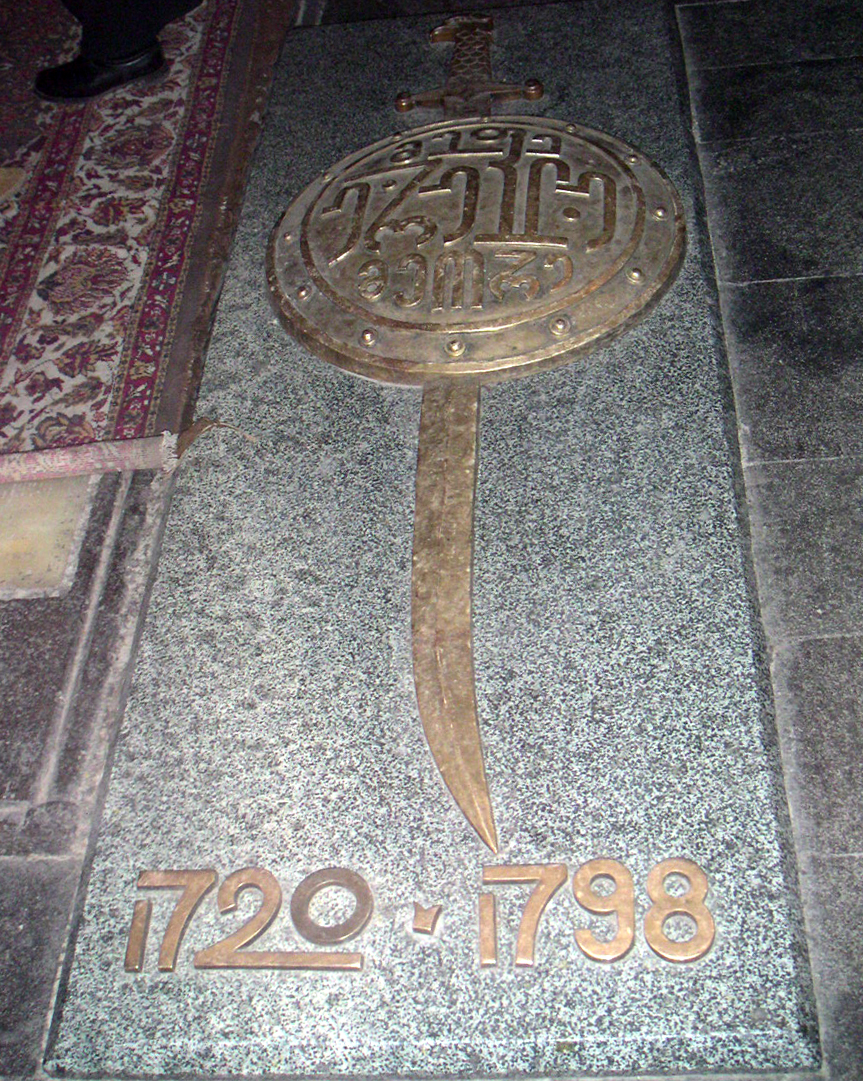
Grab Erekle II. in der Swetizchoweli-Kathedrale in Mzcheta

Erekle II. (georgisch ერეკლე II; * 7. November 1720 in Telawi; † 11. Januar 1798 in Telawi) war ein georgischer König aus der Bagratiden-Dynastie. Er regierte das Königreich Kachetien von 1744 bis 1762 und das Königreich Kartlien-Kachetien von 1762 bis 1798. Er war auch unter der alternativen georgischen Namensform Irakli II., oder in älterer westlicher Literatur unter der griechischen Namensentsprechung Heraklios/Herakli II. oder anderen Namensentsprechungen (wie deutsch Herkules II., italienisch Ercole II. oder französisch Hercule II.) bekannt.

## Leben
Erekle war der einzige Sohn Teimuras II., König von Kachetien (Ost-Georgien). Als Teimuras König von Kartlien wurde, übergab er 1744 den kachetischen Thron an Erekle. Vater und Sohn schlossen ein festes Bündnis, um die persischen Besatzer aus ihren Ländern zu vertreiben und ihre Grenzen gegen die ständigen Überfälle nordkaukasischer Stämme zu schützen.
Nach dem Tod von Teimuras wurde Erekle 1762 König des vereinigten Königreichs Kartlien-Kachetien und seiner Hauptstadt Tiflis. Er veranlasste einschneidende Reformen, um die georgische Verwaltung, Armee, Bildung und Wirtschaft zu modernisieren und beschnitt die Macht des Adels. Zeitweise errichtete er eine Hegemonie Kartlien-Kachetiens über das östliche Transkaukasien und versuchte, alle georgischen Königreiche und Fürstentümer zu vereinen. 1790 gelang es ihm jedoch nur, ein instabiles politisches und militärisches Bündnis zustande zu bringen.
Erekles Außenpolitik war stark europäisch orientiert. Er suchte Bündnisse mit verschiedenen europäischen Regierungen gegen Persien und das Osmanische Reich, fand jedoch keine Unterstützung.
Im Jahre 1783 schloss er mit der russischen Zarin Katharina II. den Vertrag von Georgijewsk, in dem er sich verpflichtete, das russische Protektorat anzuerkennen und seine Streitkräfte in den Dienst des russischen Reiches zu stellen. Russland garantierte die territoriale Integrität des georgischen Königreichs und versprach militärische und politische Hilfe gegen Bedrohungen von außen. Der Vertrag garantierte zugleich den königlichen Status der georgischen Bagratidendynastie. Der persische Schah Aga Mohammed Khan forderte von Erekle II., den Vertrag von Georgiewsk zu kündigen und die Vorherrschaft Persiens über Georgien wieder anzuerkennen, was Erekle verweigerte. Russland kam in der Folge seinen vertraglichen Verpflichtungen nicht nach und zog seine Truppen 1787 ab. Als Aga Mohammed 1795 in Georgien einfiel und in Richtung Tiflis marschierte, mussten sich die georgischen Verteidiger in der Schlacht von Krtsanisi ohne russische Unterstützung den Persern entgegenstellen. Die Georgier wurden besiegt, Tiflis wurde besetzt, geplündert und zerstört, wobei die persischen Truppen ein Massaker anrichteten. Der für den Kaukasus verantwortliche General Iwan Wassiljewitsch Gudowitsch sah die Schuld dafür bei den Georgiern selbst.  Russland erklärte 1796 Persien den Krieg, eine russische Invasion nach Persien, die Walerian Alexandrowitsch Subow führen sollte, wurde 1796 von Katharinas Thronfolger Kaiser Paul abgesagt.
Erekle II. war bei der Bevölkerung sehr beliebt, weil er seine Truppen persönlich anführte und im Krieg zu gleichen Bedingungen wie seine Soldaten lebte. In vielen georgischen Gedichten, Liedern und Legenden werden seine Tapferkeit und sein Heldentum gerühmt. Er erhielt den Spitznamen Patara Kachi (dt. Kleiner Kachetier), eine Parallele zu Napoleons Spitznamen Kleiner Korporal.
Erekle II. wurde in der Begräbniskirche der georgischen Monarchen, der Swetizchoweli-Kathedrale in Mzcheta, begraben.